# Лактаць
Лактаць (хорв. Laktac) — населений пункт у Хорватії, у Сплітсько-Далматинській жупанії у складі громади Хрваце.

## Населення
Населення за даними перепису 2011 року становило 2 осіб.
Динаміка чисельності населення поселення:

## Клімат
Середня річна температура становить 11,86 °C, середня максимальна – 25,64 °C, а середня мінімальна – -2,76 °C. Середня річна кількість опадів – 942 мм.
| Клімат поселення                              | Клімат поселення | Клімат поселення | Клімат поселення | Клімат поселення | Клімат поселення | Клімат поселення | Клімат поселення | Клімат поселення | Клімат поселення | Клімат поселення | Клімат поселення | Клімат поселення | Клімат поселення |
| Показник                                      | Січ.             | Лют.             | Бер.             | Квіт.            | Трав.            | Черв.            | Лип.             | Серп.            | Вер.             | Жовт.            | Лист.            | Груд.            |                  |
| Середній максимум, °C                         | 9,09             | 9,52             | 12,65            | 16,35            | 20,88            | 24,83            | 25,64            | 25,54            | 21,45            | 17,01            | 11,91            | 9,17             |                  |
| Середня температура, °C                       | 3,16             | 3,60             | 6,71             | 10,42            | 14,94            | 18,89            | 21,29            | 21,18            | 17,09            | 12,65            | 7,55             | 4,80             |                  |
| Середній мінімум, °C                          | −2,76            | −2,35            | 0,79             | 4,48             | 9,02             | 12,96            | 16,92            | 16,82            | 12,74            | 8,29             | 3,20             | 0,45             |                  |
| Норма опадів, мм                              | 75               | 68               | 73               | 81               | 68               | 69               | 48               | 59               | 84               | 101              | 117              | 99               |                  |
| Середньомісячна швидкість вітру, м/с          | 1.89             | 2.18             | 2.38             | 2.32             | 2.10             | 1.85             | 1.85             | 1.72             | 1.82             | 1.86             | 2.15             | 2.15             |                  |
| Середньомісячна сонячна радіація, кДж/м²·день | 5292             | 8052             | 11695            | 16115            | 19949            | 22508            | 24226            | 21369            | 15812            | 10263            | 5816             | 4512             |                  |
| --------------------------------------------- | ---------------- | ---------------- | ---------------- | ---------------- | ---------------- | ---------------- | ---------------- | ---------------- | ---------------- | ---------------- | ---------------- | ---------------- | ---------------- |
| Джерело:                                      |                  |                  |                  |                  |                  |                  |                  |                  |                  |                  |                  |                  |                  |